# Театр имени Л. Яначека

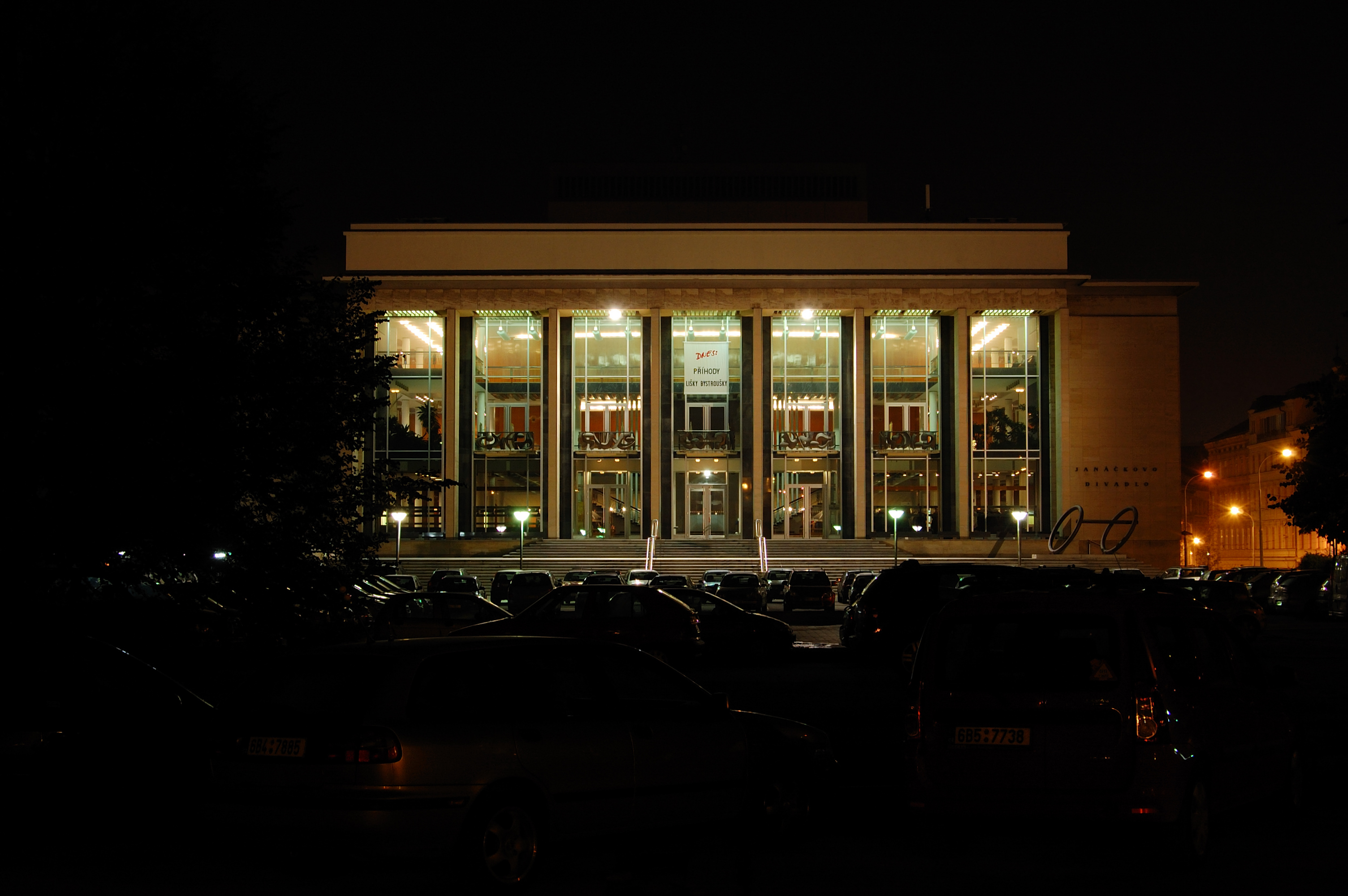
Театр имени Яначека ночью

Театр имени Леоша Яначека (чеш. Janáčkovo Divadlo) — театр в чешском городе Брно. Входит в состав Национального театра в Брно. Носит имя чешского композитора Леоша Яначека (1854—1928).
Адрес: ул. Рузвельта, 31/7, 602 00 Брно, Чехия.
Является оперной сценой Национального театра в Брно; собственно театр оперы и балета, основанный в 1965 году; работает в современном функциональном здании, построенном в 1961—1965 годах. Зал театра рассчитан на 1383 зрителя.
Первое представление в театре состоялось 2 октября 1965 года, это была опера Леоша Яначека «Приключения лисички-плутовки». За время своего существования в театре состоялось около 20 премьер оперных и балетных спектаклей.

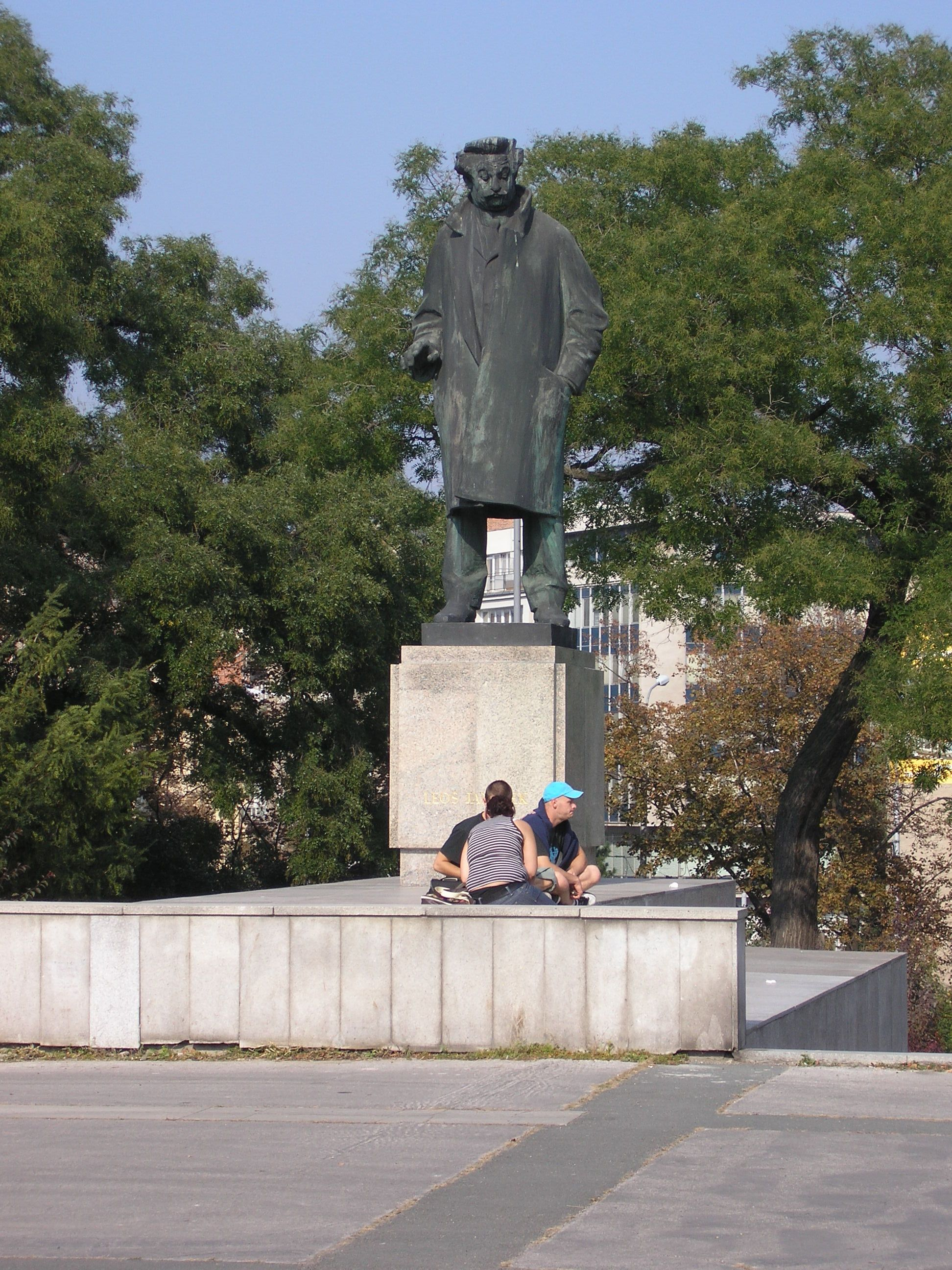
Памятник Л. Яначека перед театром его имени в Брно

Здание Театра имени Л. Яначека — самое новое из зданий Национального театра в Брно, строительство которого планировалось в начале XX века. С 1910 по 1957 год состоялось семь архитектурных конкурсов на лучший дизайн и проект здания театра, в которых приняли участие около 150 архитекторов, в том числе несколько известных представителей чешского искусства и архитектуры, среди них: Богуслав Фукс, Йозеф Гочар, Павел Янак и другие. Предлагавшиеся проекты охватывали широкий спектр архитектурных стилей первой половины XX-го века, таких как эклектика, модерн, кубизм, модернизм, функционализм, социалистический реализм, классицизм и неофункционализм.